# Goble (Oregon)
Goble est une localité non incorporée du comté de Columbia en Oregon, aux États-Unis.
Elle se situe sur l'U.S. Route 30 et à proximité de l'embouchure du Columbia.